# Cúpula

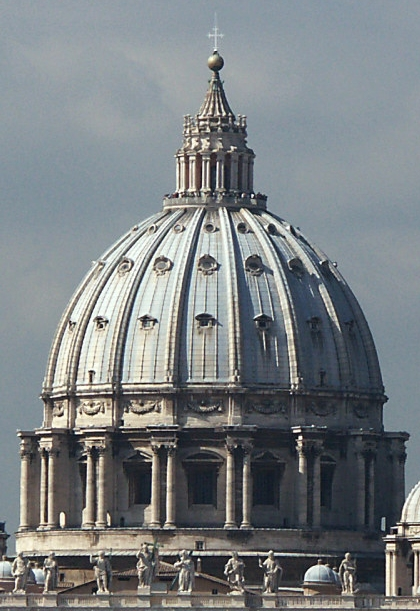
Cúpula da Basílica de São Pedro.

Uma cúpula ou domo é uma abóbada hemisférica (metade de uma esfera) ou esferoide. Se a base é obtida paralelamente ao menor diâmetro da elipse, resulta em uma cúpula alta, dando a sensação de um alcance maior da estrutura. Se a seção é feita pelo maior diâmetro o resultado é uma cúpula baixa.
Uma inovação espetacular, base do estilo barroco, é a cúpula oval. Apesar de ser identificada em catedrais de Bernini e Borromini, sua primeira versão foi construída por Vignola para uma pequena capela chamada Sant'Andrea, encomendada em 1552 pelo Papa Júlio III.
Três cúpulas que tiveram muita influência em arquiteturas posteriores foram as de Santa Sofia em Constantinopla, o Domo da Rocha em Jerusalém e o Panteão de Roma. Na arquitetura ocidental, as cúpulas de maior influência desde o período renascentista foram a Basílica de São Pedro no Vaticano e a de Jules Hardouin-Mansart em Paris. A cúpula da Catedral de São Paulo, em Londres, foi uma inspiração do Capitólio em Washington.
Em italiano, uma catedral é geralmente chamada um domo, não porque tantas possuem tal estrutura na sua arquitetura, mas porque em latim domus significa "lar" ("o lar de Deus"). Uma cúpula é uma marca de um palácio ambicioso. A primeira cúpula residencial foi a de Nero, construída após o grande fogo de Roma em 64 a.C.
No século XX, cúpulas finas de concreto de arquitetos como Nervi abriram novas direções para a arquitetura.

## Etimologia
O termo cúpula deriva do italiano cupola com raízes latinas cupella e este do grego kupellon, que significa "pequena taça". A palavra se relaciona em consequência com a forma característica desta cobertura. Em outros idiomas, como no inglês ou no francês, o termo equivalente é "dome", derivado também do latim doma ou do grego dôma.

## Características

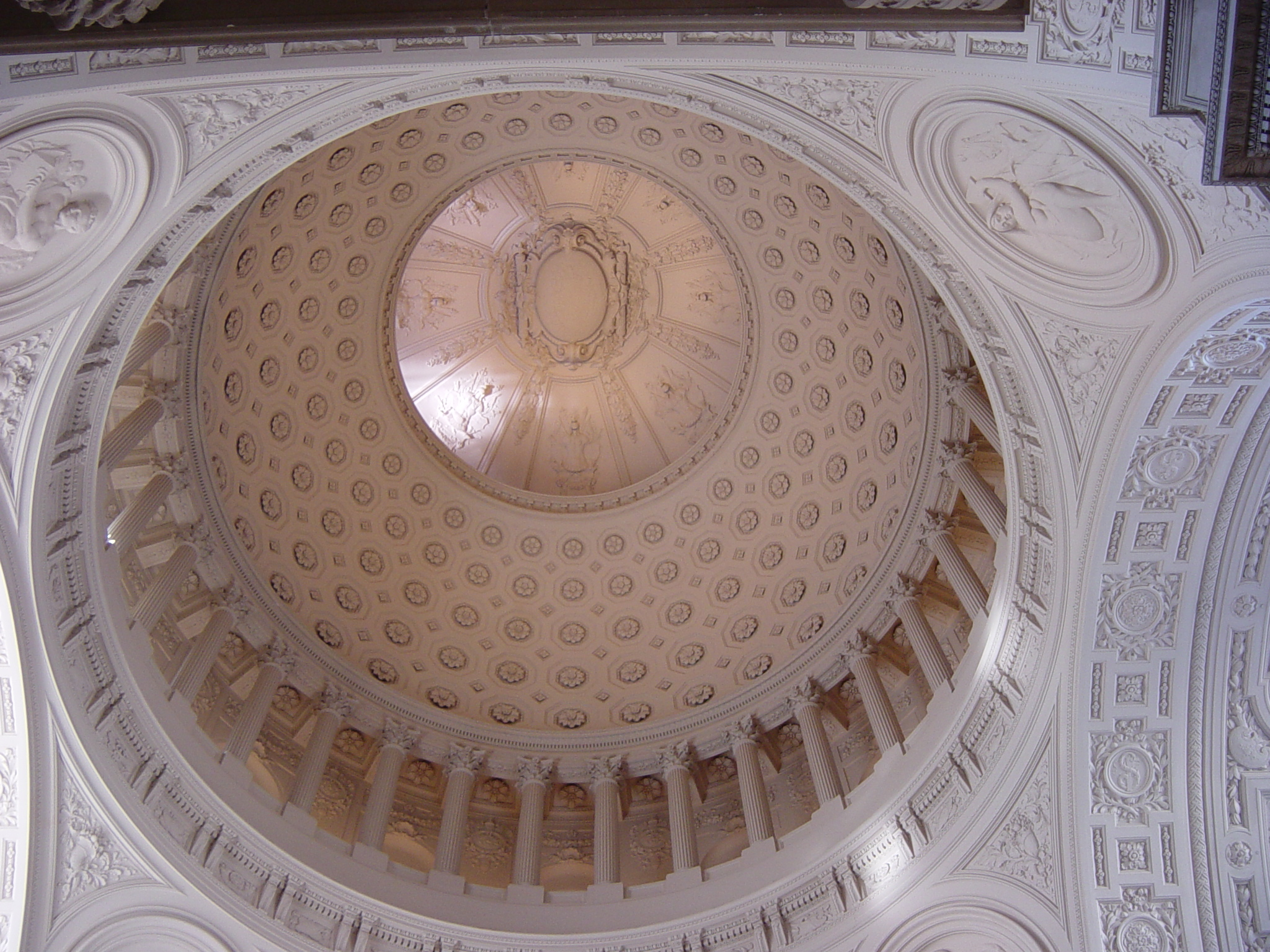
Interior do domo na Prefeitura de São Francisco, Califórnia.

Um domo pode ser considerado um arco que foi rotacionado em torno de seu eixo vertical. Como tais, domos têm uma grande força estrutural. Um domo pequeno pode ser construído de materiais de marcenaria comuns, unidos por fricção e forças de compressão. Domos maiores construídos após o domo de Fillippo Brunelleschi que triunfantemente cobre o cruzamento de Santa Maria del Fiore, o duomo de Florença, têm todos sido construídos como domos duplos, com conchas internas e externas.
As secções triangulares ou trapezoidais do abobadado que provê a transição entre um domo e a base quadrada em que ele fica e transfere o peso do domo são chamados pendentes (uma versão menos sofisticada de pendente é um squinch). Sob o domo ilustrado à esquerda, os pendentes têm medalhões circulares em baixo relevo.

## História
Desde o princípio da civilização foram construídas falsas cúpulas com materiais variados, incluindo as coberturas tradicionais - ainda em uso dos yurt da Ásia Central, dos iglus dos esquimós, dos "trulli" do sul da Itália e os nuraghi de Cerdeña. Com o uso crescente de habitações retangulares, esse tipo de cobertura se limitou à arquitetura funerária, como por exemplo nos "tholos". Um dos tholos mais importantes é o Tesouro de Atreu em Micenas, cuja construção foi construída em 1250 a. C. segundo estimativas. É uma construção de pedra que constitui uma falsa cúpula com diâmetro de 14,5 m. O uso da cúpula foi pouco comum na Grécia Antiga e até o Império Romano não se tem registros da construção de cúpulas verdadeiras.

### Império romano

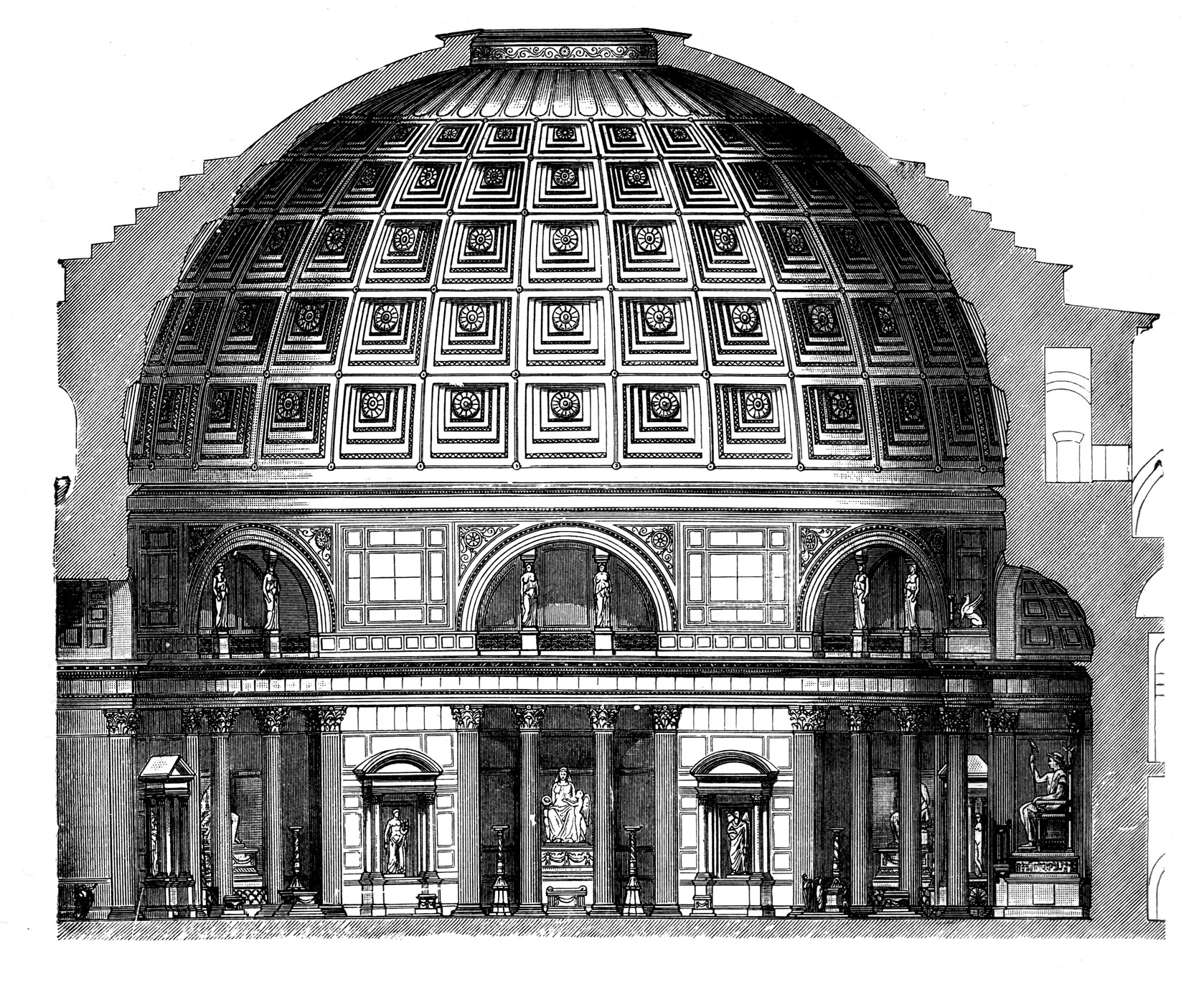
Seção do Panteão de Agripa, em Roma.

No império romano, a cúpula foi empregada muito mais frequentemente. Os maiores complexos termais e palácios romanos incluíram cúpulas como cobertura. A construção de cúpulas em Roma chegou ao auge com o panteão de Agripa, com uma luz livre jamais superada com técnicas tradicionais, obtida com o uso de aço estrutural ou concreto armado.

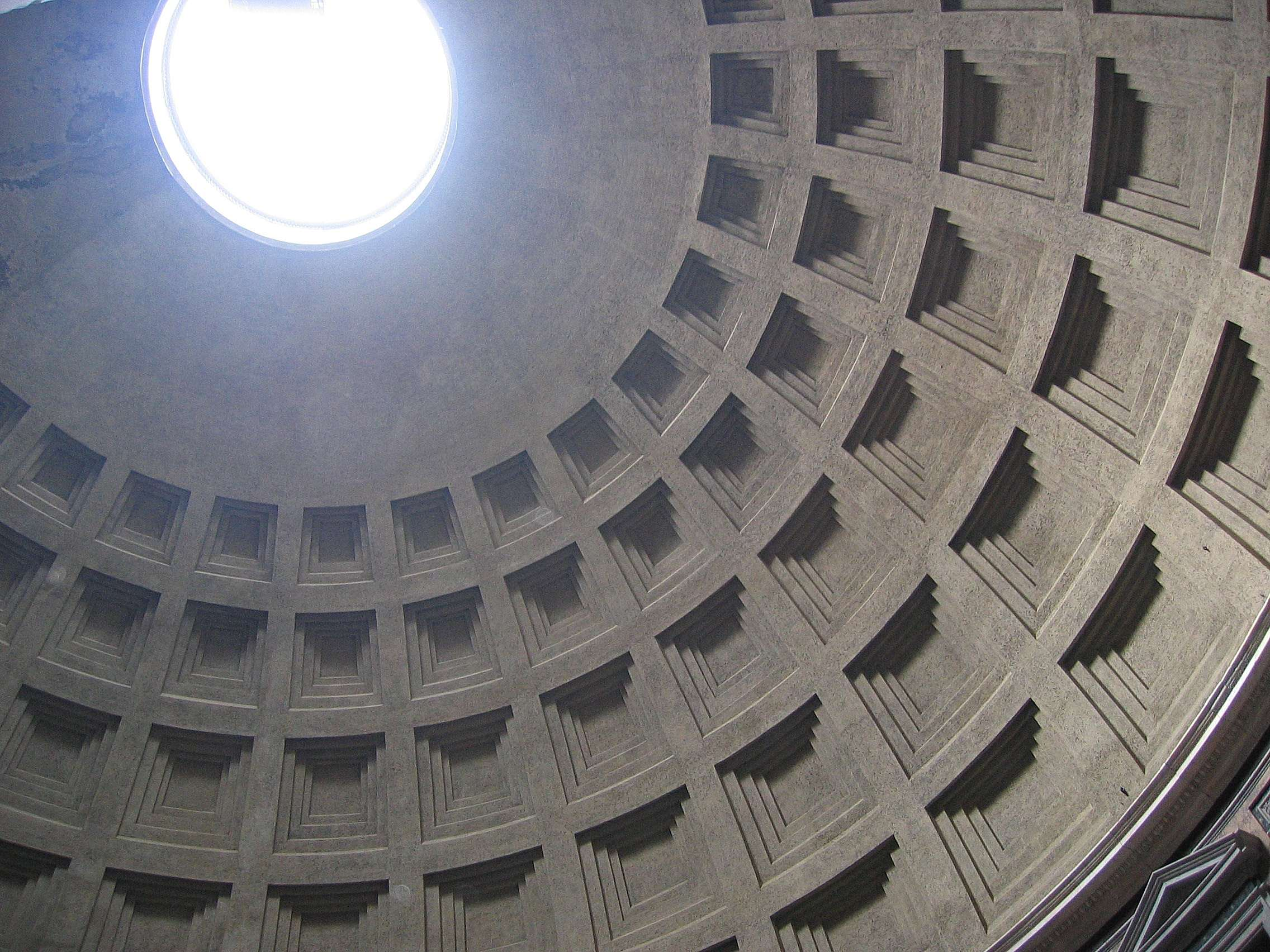
Interior da cúpula do Panteão de Roma.

A cúpula do panteão é semiesférica, formada de concreto com escombros de tufo e escória vulcânica. As partes externas da cúpula foram forradas com opera latericia. Também foram utilizados ladrilhos de dois pés em camadas horizontais, por meio de anéis. Os tijolos romanos de dois pés (aproximadamente 60x60x7cm) eram duas vezes maiores do que os comuns, com o objetivo de manter seu centro de gravidade mais distante da borda, o que permitia fazer desvios mais pronunciados do que os permitidos com tijolos comuns, o que os tornavam especialmente aptos para a construção de cúpulas sem formas e permitia completar um setor de arco maior da cúpula trabalhando somente com cursos horizontais, muito mais simples do que os cursos radiais. Foi a maior cúpula construída em sua época, com seus 43,44 m de diâmetro, coroada por um amplo óculo de 8,9 m que permite a entrada da luz no espaço interno. A estabilidade estrutural foi obtida com o uso de concreto, forrado em opera latericia, paredes de tijolos com argamassa de cimento, características da arquitetura romana, e diversas técnicas de redução do peso próprio, seja por diminuição progressiva da espessura da cúpula (de 5,9 m na base até menos de 1,4 m em sua coroa) ou pela substituição do travertino por pedra-pomes na área superior.
Dentro da construção pode ser inserida uma esfera perfeita, representando a abóboda celeste, além de toda uma série de relações simbólicas desde os pontos de vista gnômico, geométrico e mecânico, que têm servido de modelo às sucessivas gerações de arquitetos. As cúpulas romanas e sua derivada arte paleocristã foram construídas quase sempre sobre um zimbório cilíndrico ou em forma de prismas de base quadrada, octogonal ou dodecagonal.

## Cúpulas famosas
Listadas por ano de criação:
- 27 a.C. - Panteão de Roma, Roma, Itália.
- 537 - Santa Sofia, Constantinopla (Istambul), Turquia.
- 691 - Cúpula da Rocha, Jerusalém.
- 790 - Capela palatina da Catedral de Aachen, Aachen, Alemanha.
- 1312 - Soltaniyeh, Irão.
- 1436 - Catedral de Florença, Florença, Itália.
- 1502 - Tempietto, Roma, Itália.
- 1593 - Basílica de São Pedro, Roma, Itália.
- 1616 - Mesquita Azul, Istambul, Turquia.
- 1653 - Taj Mahal, Agra, Índia.
- 1659 - Gol Gumbaz, Bijapur Karnataka, Índia.
- 1708 - Les Invalides, Paris, França
- 1708 - Catedral de São Paulo, Londres, Inglaterra.
- 1749 - Radcliffe Camera, Oxford, Inglaterra.
- 1858 - Catedral de Santo Isac, São Petersburgo, Rússia.
- 1850 - Capitólio dos Estados Unidos, Washington, DC, Estados Unidos.
- 1896 - Teatro Amazonas, Manaus, Brasil.
- 1950 - Catedral Metropolitana de São Paulo, São Paulo, Brasil.
- 1956 - Catedral Diocesana de São Carlos, São Carlos, Brasil.
- 1965 - Astrodome, Houston, Estados Unidos.
- 1989 - SkyDome (Roger's Centre), Toronto, Canadá.

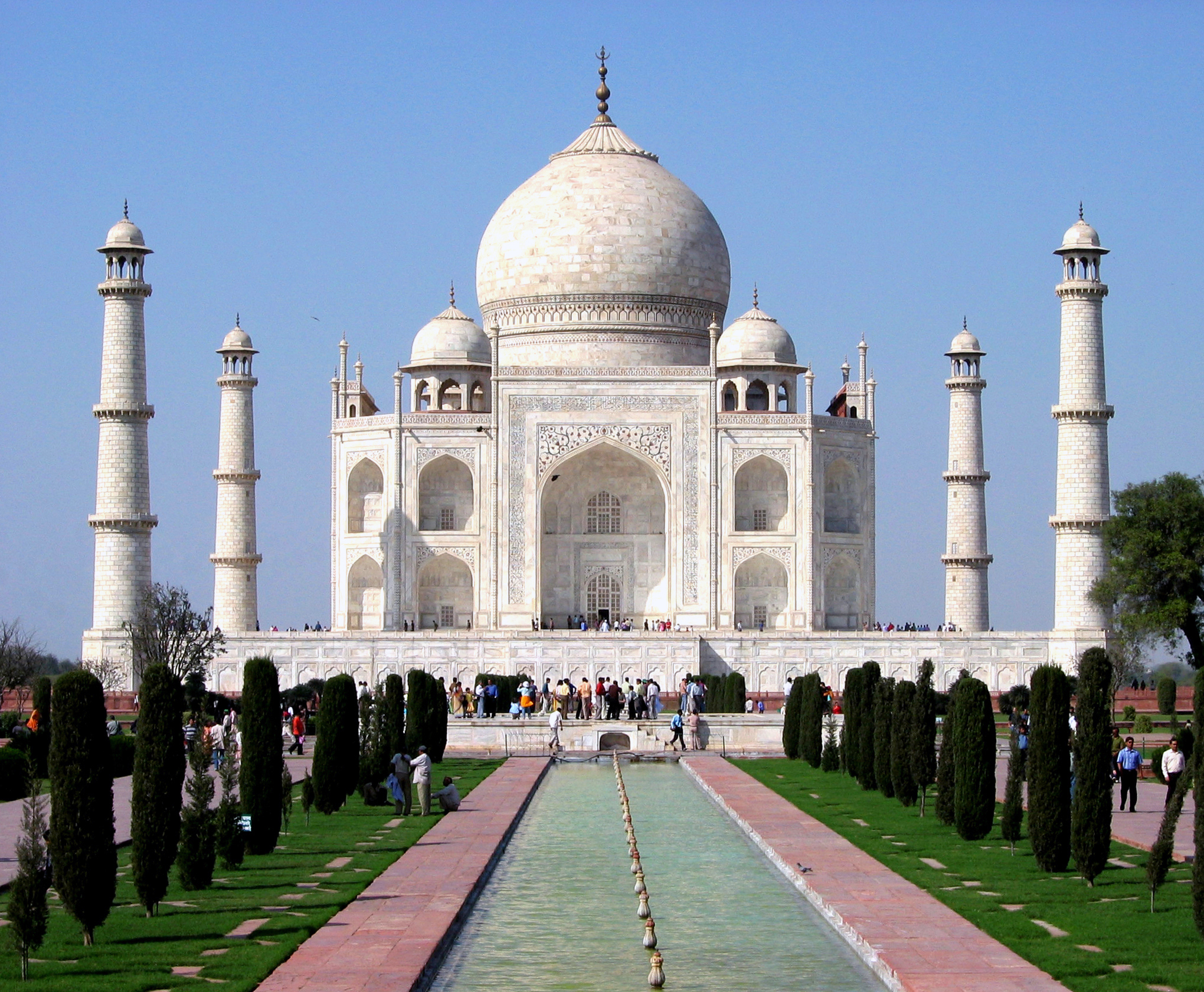
Taj Mahal em Agra
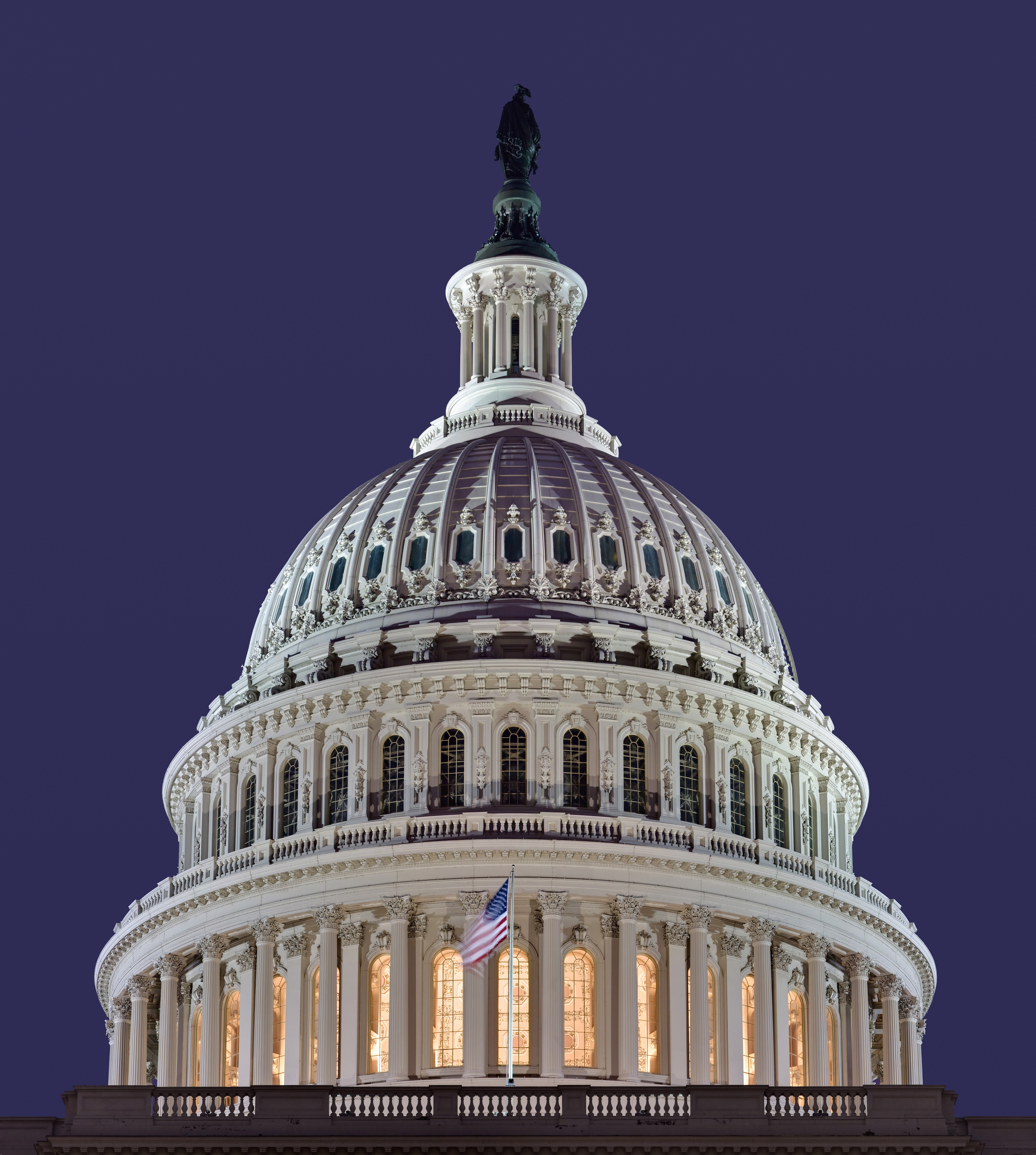
Capitólio em Washington
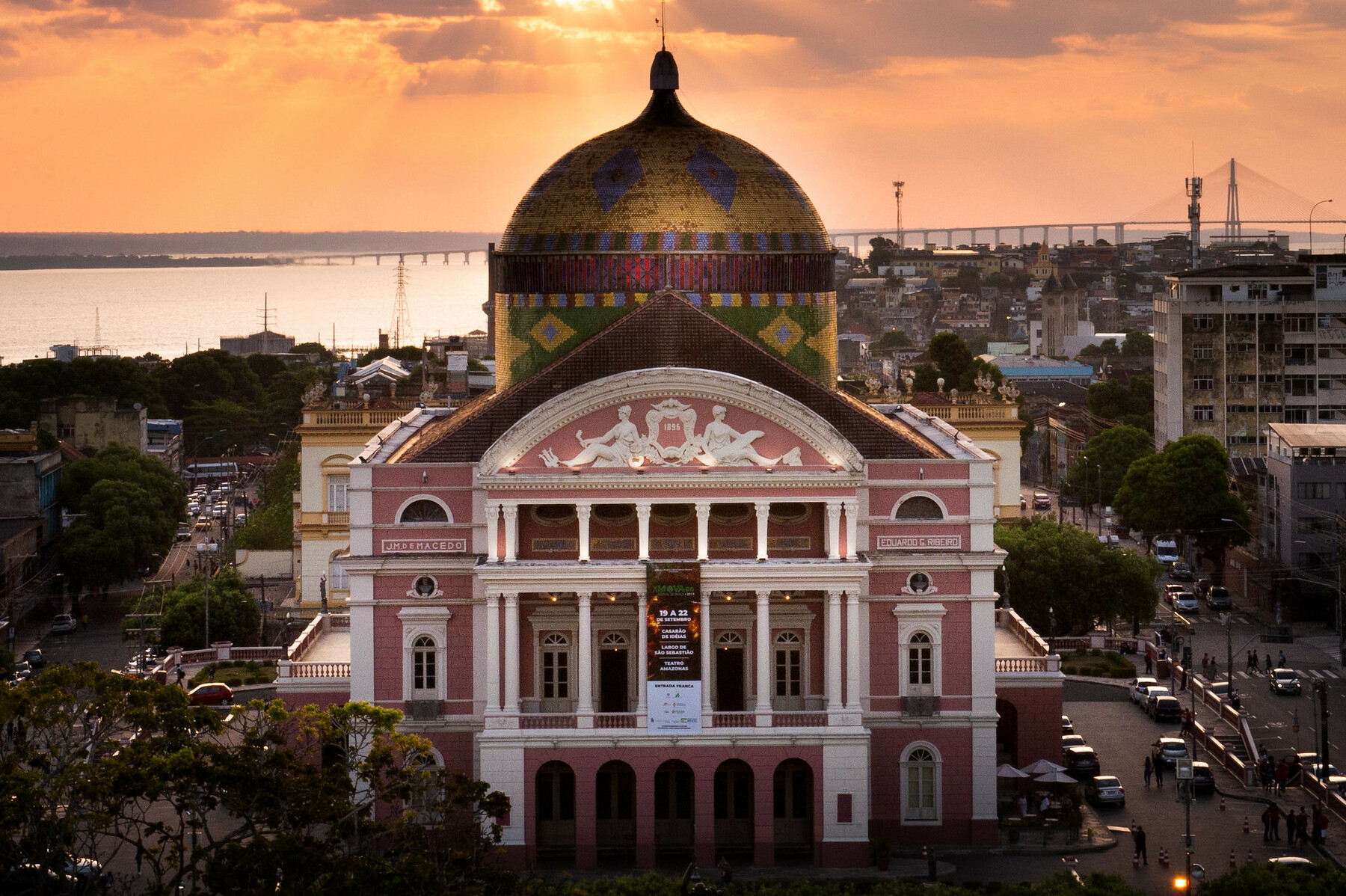
Teatro Amazonas em Manaus
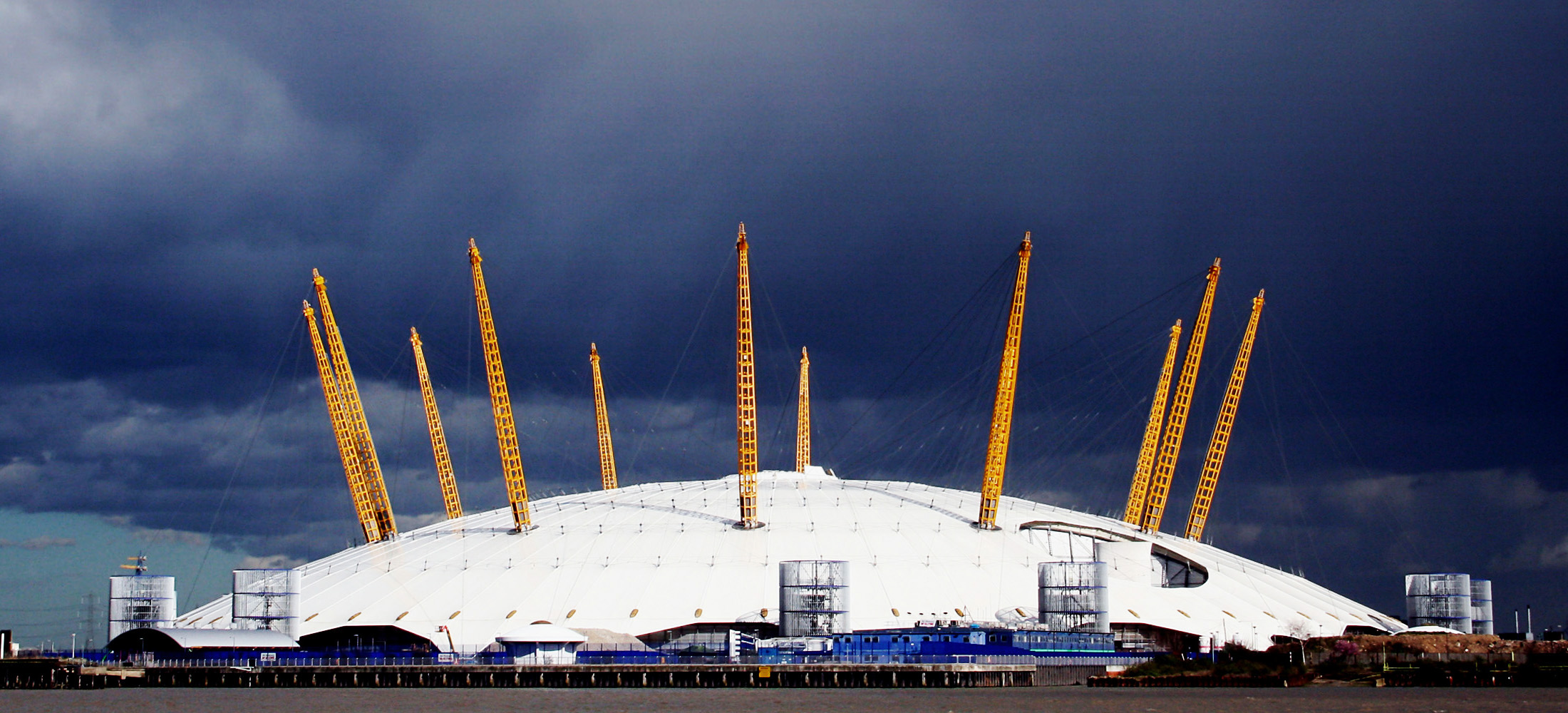
O Domo do Milênio é o maior edifício em forma de cúpula ou domo do mundo.
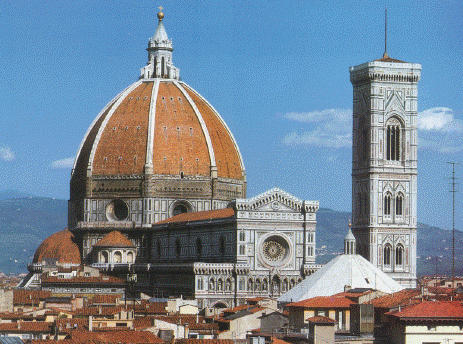
Cúpula da Santa Maria del Fiore
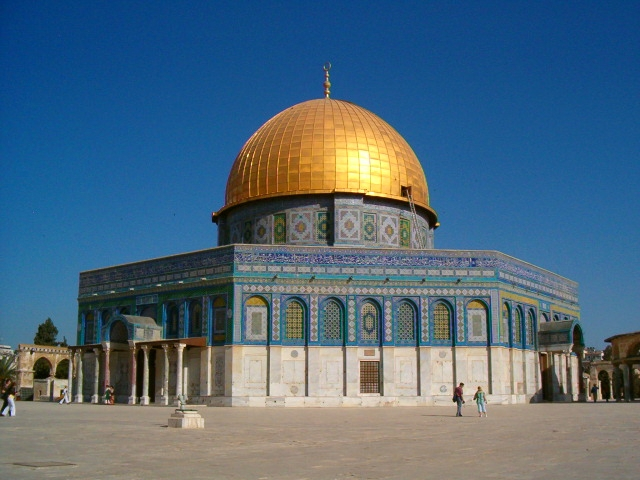
A cúpula dourada do Domo da Rocha
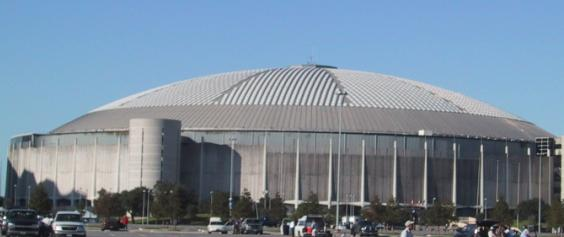
Astrodome em Houston